# Rahmenabkommen EU-Schweiz
Das Rahmenabkommen EU-Schweiz, auch als Institutionelles Abkommen (InstA) bezeichnet, war ein geplantes Vertragswerk, das die Rahmenbedingungen für die Zusammenarbeit der Europäischen Union und der Schweiz zukünftig regeln sollte. Die Verhandlungen begannen im Jahr 2014 und führten Ende 2018 zu einem Vertragsentwurf mit der vollständigen Bezeichnung Abkommen zur Erleichterung der bilateralen Beziehungen zwischen der Europäischen Union und der Schweizerischen Eidgenossenschaft in den Bereichen des Binnenmarkts, an denen die Schweiz teilnimmt.
Während die EU seit 2019 auf die Unterzeichnung des Vertrags drängte, wuchs in der Schweiz der innenpolitische Widerstand gegen den Entwurf, wodurch die Zustimmung der Schweizer Stimmbürger in einem Referendum ungewiss erschien. Nachdem weitere Verhandlungen nicht zu den von Schweizer Seite geforderten Änderungen führten, wurden die Gespräche im Mai 2021 vom Schweizer Bundesrat einseitig beendet.

## Hintergrund
Die Beziehungen der Schweiz mit der Europäischen Union sind über ein Netz von Verträgen, das aus rund 20 zentralen bilateralen Abkommen sowie über 100 weiteren Abkommen besteht, geregelt. Erstmalig 2002 kam in der Schweizer politischen Diskussion der Vorschlag auf, «alle bilateralen Abkommen unter dem Dach eines Rahmenabkommens zu bündeln». Im Juni 2008 beschloss das Schweizer Parlament, der Bundesrat solle «Verhandlungen mit der EU über ein Rahmenabkommen aufnehmen».
 Die EU wünschte erstmals im Dezember 2008, die Beziehungen zur Schweiz durch ein Rahmenabkommen zu regeln. Die Europäische Union machte seither deutlich, dass sie künftige Abkommen über den Marktzugang der Schweiz zum Binnenmarkt der Union nur noch auf der Basis eines zuvor abzuschliessenden Rahmenabkommens schliessen wolle, in dem vor allem institutionelle Fragen einheitlich und übergeordnet geregelt werden sollten. Unter anderem sollte darin ein Mechanismus zur Beilegung allfälliger Streitigkeiten zwischen Bern und Brüssel enthalten sein.

## Gang der Verhandlungen

### Verhandlungen während der Amtszeit von Roberto Balzaretti
Im Dezember 2013 verabschiedete der Bundesrat ein Verhandlungsmandat, die Union folgte im Mai 2014 mit einer Entscheidung des EU-Rates. Die Verhandlungen über das Rahmenabkommen begannen am 22. Mai 2014. Als Ergebnis der Verhandlungen lag seit November 2018 ein Vertragsentwurf vor.
In der Schweiz hat vor allem die rechtspopulistische Schweizerische Volkspartei (SVP) das Rahmenabkommen stark kritisiert und frühzeitig mit der Eidgenössische Volksinitiative «Schweizer Recht statt fremde Richter (Selbstbestimmungsinitiative)» Stimmung gegen die Regelungen zur Streitschlichtung und damit gegen das gesamte Abkommen gemacht. So spricht die SVP im Zusammenhang mit dem Rahmenabkommen von einem «Unterwerfungsvertrag». Der Schweizerische Gewerkschaftsbund (SGB) lehnte das ausgehandelte Rahmenabkommen ebenfalls ab und drohte mit dem Referendum. Die flankierenden Massnahmen zum freien Personenverkehr und der Lohnschutz seien nicht verhandelbar.
Der Schweizer Bundesrat hat schliesslich am 7. Juni 2019 eine «insgesamt positive Einschätzung» zum Entwurf bekräftigt, zugleich aber deutlich gemacht, dass er das Abkommen in der ausgehandelten Fassung für nicht unterschriftsreif hält und weitere «Klärungen» verlangt. Der damalige Kommissionspräsident Jean-Claude Juncker äusserte sich für die Union bereits wenige Tage später und signalisierte Bereitschaft für Klarstellungen im Vertragswerk, schloss Neu- bzw. Nachverhandlungen jedoch aus.
Wegen «mangelnden Fortschritts» beim Rahmenabkommen liess die EU zum 1. Juli 2019 die sogenannte Börsenäquivalenz auslaufen. Im Gegenzug verbot der Schweizer Bundesrat den Handel mit Schweizer Aktien an Börsen im EU-Raum und schützte damit die Schweizer Börse SIX.
Mit ihrer Eidgenössische Volksinitiative «Für eine massvolle Zuwanderung (Begrenzungsinitiative)» versuchte die SVP ab 2018 die Kündigung der Personenfreizügigkeit mit der EU zu erreichen; mit weiteren Fortschritten beim Rahmenabkommen wurde erst nach der Abstimmung gerechnet. Diese Initiative wurde am 27. September 2020 abgelehnt. Daraufhin zeigte sich der Bundesrat erleichtert und kündigte an, seine Position zu den offenen Punkten des Rahmenabkommens in den folgenden Wochen festzulegen und damit auf die EU-Kommission zuzugehen. Die EU-Kommission begrüsste das Ergebnis der Abstimmung ebenfalls und machte deutlich, dass sie auf eine möglichst sofortige Unterzeichnung des Abkommens bestehe.

### Verhandlungen während der Amtszeit von Livia Leu
Mitte Oktober 2020 entschied der Bundesrat, den Chefunterhändler Roberto Balzaretti durch Livia Leu zu ersetzen, da man Balzaretti nicht zutraute, mit der EU hart und erfolgreich genug zu verhandeln, so dass Cassis seinen loyalen Chefdiplomaten aus dem Spiel nahm. Auch auf Seiten der EU wurden personelle Änderungen vorgenommen. Ab Januar 2021 fanden sieben Sitzungen zur Klärung der offenen Punkte statt. Das dritte Treffen dauerte sieben Stunden und fand zwischen Stéphanie Riso, der stellvertretenden Stabschefin der EU-Kommissions-Präsidentin Ursula von der Leyen, und Staatssekretärin Livia Leu statt. Diese wurde von Marie-Gabrielle Ineichen-Fleisch, Direktorin des Staatssekretariats für Wirtschaft, begleitet. Über Einzelheiten der Gespräche wurde öffentlich geschwiegen. In der Schweiz wurden alle Vorgänge zum Rahmenabkommen als «geheim» eingestuft. Erst im Mai 2021 wurden 18 Verhandlungspunkte publik, die der Bundesrat seiner Delegation mitgegeben hatte.
Am 23. April 2021 fand in Brüssel ein Spitzengespräch zwischen EU-Kommissionspräsidentin von der Leyen und Bundespräsident Parmelin. Danach sprach Parmelin davon, dass «fundamentalen Differenzen» fortbestehen. Zuletzt hatte die Schweiz darauf beharrt, Streitfragen zu entsendeten Arbeitnehmern, Staatsbeihilfen und der Personenfreizügigkeit aus dem Abkommen zu nehmen, was die EU ablehnte.

### Abbruch der Verhandlungen
Am 26. Mai 2021 beschloss der Schweizer Bundesrat den Abbruch der Verhandlungen um das Rahmenabkommen. Die Gründe dafür waren zum einen Unstimmigkeiten bezüglich der Personenfreizügigkeit, insbesondere die Sozialversicherungen betreffend, jedoch auch Differenzen im Lohn- und Arbeitnehmerschutz. Ignazio Cassis zufolge wollte die Europäische Union den Schweizer Lohnschutz nicht akzeptieren. Bei den staatlichen Beihilfen hätten die Verhandlungen besser geklappt, jedoch seien diese an die Personenfreizügigkeit und den Lohn- und Arbeitnehmerschutz gekoppelt. Trotz des gescheiterten Rahmenabkommens kündigte der Bundesrat an, die bilaterale Zusammenarbeit mit der EU weiter zu pflegen.

## Kontroversen um das Abkommen
War die SVP mit ihrer Fundamentalkritik am Rahmenabkommen anfangs noch alleine, wurden insbesondere nach der Abstimmung zur Begrenzungsinitiative immer mehr kritische Stimmen laut. Standen vor der Abstimmung vor allem die drei offenen Punkte Lohnschutz, Unionsbürgerrichtlinie sowie staatliche Beihilfen im Fokus, wurde die Frage nach dem Verlust von nationaler Souveränität durch die Rolle des EuGH seit Herbst 2020 immer lauter.
Alt-Bundesrat Johann Schneider-Ammann wies in seiner Kolumne kurz vor der Abstimmung zur Begrenzungsinitiative darauf hin, dass eine Klarstellung der drei offenen Punkte aus seiner Sicht nicht ausreiche. Vor allem müsste die Frage des Souveränitätsverlusts geklärt werden, die sich für die Schweiz aufgrund der Rolle des EuGH beim Rahmenabkommen ergeben würde. Diese Kritik wird von den zwei neu gegründeten, wirtschaftsnahen Organisationen Allianz Kompass / Europa sowie Autonomiesuisse geteilt.
Die vom Wirtschaftsverband economiesuisse und Vertretern der FDP und GLP angeführte Gruppe der Befürworter des Rahmenabkommens weisen indes auf die wirtschaftliche Bedeutung des Abkommens hin. Doch auch hier mehren sich die Forderungen nach Präzisierungen hinsichtlich der Unionsbürgerrichtlinie. Wenn es nicht gelänge, diese in den Gesprächen mit der EU auszuschliessen, würde die Wirtschaft laut dem Präsidenten von economiesuisse Christoph Mäder das Abkommen vermutlich nicht unterstützen. Die Souveränitätsfrage in Verbindung mit der Rolle des EuGH sieht Christoph Mäder hingegen als unproblematisch an.
Das Komitee «progresuisse» setzt sich «für eine offene, erfolgreiche und vernetzte Schweiz» und «für stabile und dauerhafte Beziehungen zur EU ein.» Das Komitee ist der Auffassung, dass «der bilaterale Weg der goldene Mittelweg ist, den es festzulegen und weiterzuentwickeln gilt. Denn kein Rahmenvertrag ist für die Schweiz keine Option.» Gründungsmitglieder sind insbesondere Persönlichkeiten aus der Wirtschaft und Rechtswissenschaft, auch alt Bundesrat Joseph Deiss und alt Bundesrätin Doris Leuthard.
Kontrovers beurteilt werden insbesondere die Auswirkungen des Rahmenabkommens auf die schweizerische direkte Demokratie. Die Gegner des Rahmenabkommens sind der Ansicht, es werde «mit dem Rahmenabkommen der schweizerische Gesetzgeber – das heisst Volk, Stände und Parlament – ausgeschaltet. Die EU ordnet an, die Schweiz vollzieht» (Nationalrat und Fraktionspräsident der SVP Thomas Aeschi in der Debatte des Nationalrates vom 16. Dezember 2020). Einen gegenteiligen Standpunkt nimmt alt Ständerat Thomas Pfisterer aus rechtswissenschaftlicher Sicht ein: «Mit dem Rahmenabkommen werden die Einflussmöglichkeiten der Schweiz gegenüber der EU gestärkt. Die Schweiz kann erstens am EU-Gesetzgebungsverfahren teilnehmen (mitwirken) und so ihre Interessen wahrnehmen. Die Teilnahme soll die Rechtsübernahmepflicht wettmachen und erlaubt es, schweizerische Anliegen einzubringen. Zweitens sind im Entwurf zum Rahmenabkommen die demokratischen Rollen von Parlament und Volk (Referendum) zu Rechtsübernahmen vorbehalten. Eine automatische Rechtsübernahme ist ausgeschlossen.»